# Wilhelm Nyssen
Wilhelm Nyssen (* 19. April 1925 in Köln; † 16. Juli 1994 ebenda) war ein katholischer Theologe, langjähriger Hochschulpfarrer und Honorarprofessor an der Universität zu Köln.

## Leben
Nach dem Studium der Philosophie und Theologie an der Universität Freiburg, das er 1954 mit der Promotion zum Dr. Phil. bei Max Müller abschloss, empfing Wilhelm Nyssen 1956 die Priesterweihe. Er war einige Jahre als Kaplan in verschiedenen Kölner Pfarreien tätig.
Nyssen wurde 1957 Hochschulseelsorger und hat Mitte der 1960er Jahre das Gemeindezentrum, die Wohnheime und vor allem die Kirche der Hochschulgemeinde entworfen und in einer eigenwilligen Gestalt gebaut zusammen mit dem Paderborner Bildhauer Josef Rikus und dem Architekten Heinz Buchmann. In seiner langen Amtszeit prägte er Generationen von Studenten, deren Zugehörigkeitsgefühl zur Hochschulgemeinde über Jahre anhielt. Viele Menschen aus aller Welt fühlen sich auch heute noch mit dieser Gemeinde verbunden.

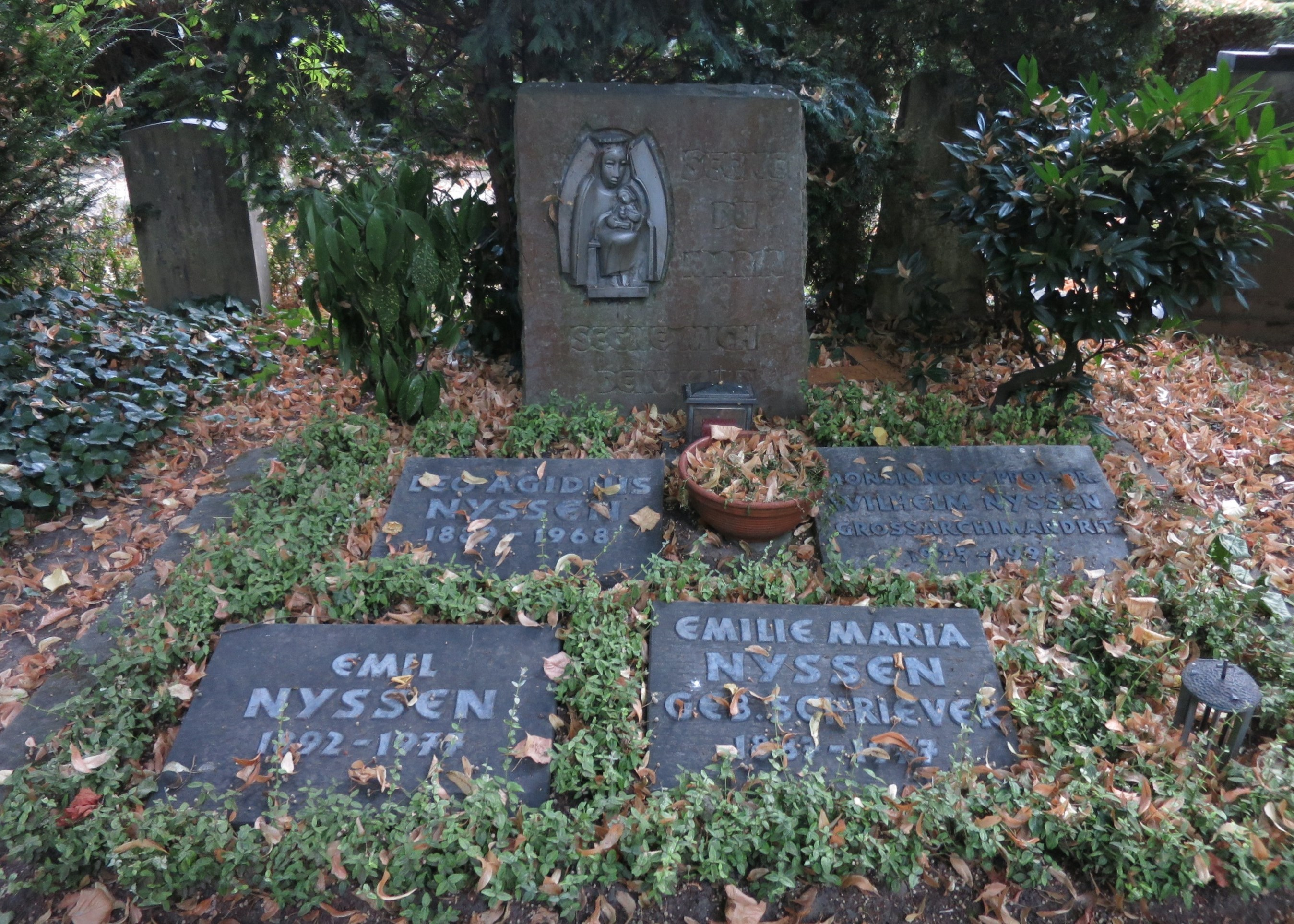
Familiengrabstätte Nyssen

Seit 1965 nahm er einen Lehrauftrag für Byzantinistik an der Kölner Universität wahr, 1980 wurde er zum Honorarprofessor ernannt. 1977 wurde er Großarchimandrit der Melkitischen Griechisch-katholischen Kirche.
Nyssen gelang es, viele berühmte Denker zum Vortrag an die Hochschulgemeinde zu holen, etwa Josef Pieper, Heinrich Böll und Joseph Ratzinger, mit dem er freundschaftlich verbunden war, sowie Bischöfe, Politiker, Autoren, Professoren und Wissenschaftler aus allen Disziplinen. 
Nyssen starb 1994 im Alter von 69 Jahren und wurde im Familiengrab auf dem Kölner Friedhof Melaten (Lit. G, zwischen Lit. E+F) beigesetzt.

## Veröffentlichungen (Auswahl)
- Die geschichtliche Denkstruktur Bonaventuras im Prologe zum Hexaemeron mit Rücksicht auf die Prologe der Hauptwerke und die Beziehung zu Pseudo-Dionysius. Ungedruckte Dissertation, Freiburg 1954.
- Der heilende Christus. Grünewald, Mainz 1977, ISBN 3-7867-0648-4.
- Bildgesang der Erde. Aussenfresken der Moldauklöster in Rumänien. Paulinus, Trier 1977, ISBN 3-7902-1446-9.
- Romanik. Hohe Welt des Menschen, Spee, Trier 1980, ISBN 3-87760-028-X.
- Drei Säulen tragen die Kuppel. Jerusalem – Rom – Byzanz (= Koinonia Band 29), Luthe, Köln 1989, ISBN 978-3922727408.
- (Hrsg.): Begegnung zwischen Rom und Byzanz um das Jahr 1000, Luthe, Köln 1991, ISBN 3-922-727-58-1.
- Die Kirche des Bildhauers Josef Rikus in der Hochschulgemeinde zu Köln, Schriftenreihe des Zentrums patristischer Spiritualität KOINONIA im Erzbistum Köln, herausgegeben von Wilhelm Nyssen, Luthe-Druck, Köln 1993, Wiedergabe des Textes ergänzt durch alte Postkartenmotive online (PDF-Datei; 413 kB)
- Verborgenes Licht. Themen Kölnischer Romanik. Luthe-Verlag, Köln 1985, ISBN 3-922727-19-8.